# Bertrand Layec

Bertrand Layec (Vannes, 3. srpnja 1965.) bivši je francuski nogometni sudac i povjerenik za suđenje u Hrvatskoj nogometnoj ligi od srpnja 2024.
Bio je registriran je kao sudac „Fédéral 1” u Francuskoj, što znači da je imao pravo suditi utakmice francuske Ligue 1 i Ligue 2, kao i utakmice u Coupe de France i Coupe de la Ligue. Layec je 1998. sudio svoju prvu utakmicu u Ligue 1, a 2002. postao je dužnosnik FIFA-e. Svoju posljednju utakmicu sudio je posljednjeg dana sezone 2009./'10., a kasnije je bio povjerenik za suđenje u Francuskoj, Belgiji i na Cipru. Layec je bio pod istragom francuskog pravosudnog sustava zbog klevete zbog distribucije uvredljivog e-maila upućenog Brunu Derrienu, bivšem sucu koji je napisao kontroverznu knjigu usmjerenu protiv njegove profesije.
Na međunarodnoj razini, Layec je sudio na Svjetskom prvenstvu u nogometu do 17 godina 2007., kao i na kvalifikacijama za Euro 2008. i kvalifikacijama za Svjetsko prvenstvo 2010.
Od srpnja 2024. ima funkcije predsjednika Komisije nogometnih sudaca HNS-a i povjerenika za delegiranje sudaca SuperSport HNL-a.